# Un marciano llamado deseo
Un marciano llamado deseo es una película peruana de 2003 de los géneros de comedia, romance y drama dirigida por Antonio Fortunic. Protagonizada por Christian Meier y Robin Hunter, el filme abarca el tema de los bricheros, quienes son peruanos que buscan una pareja estadounidense con el fin de obtener la residencia permanente a través del matrimonio con ella y poder irse a vivir a los Estados Unidos. Contó con la participación del intelectual Marco Aurelio Denegri (interpretándose a él mismo), siendo la única vez que fue parte de una película.

## Sinopsis
Jorge es un joven limeño al que no le gusta vivir en el Perú argumentando que en este país no hay oportunidades y que todo no resulta bien aquí, por lo que quiere residir en los Estados Unidos. A pesar de tener una oferta de trabajo, su visa es rechazada en la embajada estadounidense por segunda vez y entra en desesperación. Sin embargo, se encuentra con López, un amigo de su colegio quien le comenta que se irá a vivir a Estados Unidos producto de que se casó con una joven del país norteamericano. Él le sugiere que también haga eso al ser la forma más sencilla de irse legalmente allá y le recomienda que visite Cuzco por la alta afluencia de turistas. Al llegar, Jorge se reúne con Querubín, su mejor amigo y quien vivía allí hacía varios años dedicándose a la artesanía y estando casado con su esposa Andrea. Además, entabla amistad con Sublime, el cuñado de Querubín que era un policía de la ciudad. Pretendiendo ser un guía turístico, Jorge conoce a Shirley, una estadounidense que visitaba Cuzco buscando contactar a los miembros del Círculo Intergaláctico, una asociación liderada por el Maestro, quienes tenían la idea de que las construcciones de la civilización inca fueron hechas por extraterrestres y la joven estadounidense defendía estas creencias. Luego de asistir a la reunión, unos turistas comentan que vieron ovnis en los caminos del inca casi llegando a Machu Picchu, por lo que ambos deben ir a la ciudadela. Entonces, Jorge finge ser un extraterrestre llamado Arrech con el objetivo de conquistar a Shirley, lográndolo bajo esa forma. No obstante, la norteamericana queda embarazada producto de su encuentro y él deberá encontrar la manera de explicarle todas las mentiras que le dijo, así corra el riesgo de perderla.

## Reparto
- Christian Meier como Jorge Gonzáles / Arrech
- Robin Hunter como Shirley
- Bruno Odar como Querubín
- Aristóteles Picho como Sublime
- Adolfo Chuiman como El Maestro
- César Ritter como "Ganso" López
- Mónica Sánchez como Andrea
- Marco Aurelio Denegri como él mismo
- Carlos Alcántara como señor en la embajada

## Producción
La película fue rodada en las ciudades peruanas de Lima y Cuzco. En una entrevista con Javier Ponce Gambirazio, Antonio Fortunic rememoró que el rodaje fue caótico al no haber tenido una preproducción además de que no pudieron conseguir licencia para filmar en locaciones, por lo que se tuvo que filmar en un terral en  Cieneguilla para la escena de Sacsayhuamán y recurrir al croma para la escena en Machu Picchu.

## Recepción
En su estreno, la película recibió criticas negativas. En una reseña, El Comercio calificó negativamente la película por considerarla «vulgar y ofensiva». Actualmente es considerada como la peor película peruana.